# 総願偈
総願偈とは、勤行 (浄土宗)で用いられる。源信の『往生要集』でも唱えることが推奨されている四弘誓願が本となっており、それに念仏の功徳によって仏道成就の願を加えた　
- 衆生無辺誓願度（しゅじょうむへんせいがんど） - 地上にいるあらゆる生き物をすべて救済するという誓願
- 煩悩無辺誓願断（ぼんのうむへんせいがんだん） - 煩悩は無量だが、すべて断つという誓願
- 法門無尽誓願知（ほうもんむじんせいがんち） - 法門は無尽だが、すべて知るという誓願
- 無上菩提誓願証（むじょうぼだいせいがんしょう） - 無上のさとりの道だが、かならず体得するという誓願
- 自他法界同利益（じたほうかいどうりやく） - 自分ひとりだけでなく他の人々と利益を分かちあって
- 共生極楽成仏道（ぐしょうごくらくじょうぶつどう） - 皆一緒に極楽に生まれて仏道を歩みましょう